# Howard Williams
Howard Williams (Alton (Illinois), 1929 of 1930 - 2018) was een Amerikaanse jazzpianist, -arrangeur en bandleider.

## Biografie
Williams, die opgroeide in Little Rock (Arkansas), begon op zijn derde piano te spelen. Op het instrument was hij een autodidact. Later speelde hij trompet in de schoolband. Toen hij dertien was had hij zijn eerste professionele optredens, met een dansband. In de jaren 1944–1950 speelde hij met Walter Norris. Na zijn studie aan Louisiana State University vervulde hij zijn dienstplicht en was hij drie jaar lid van de Air Force Band. Hierna toerde hij met Hal McIntyre. In New York had hij les aan New School. Hij speelde in die tijd in de bands van Woody Herman, Charlie Barnet en Billy Butterfield. In 1958 speelde hij mee op een opnamesessie van trompettist Wilbur Harden met John Coltrane, voor Savoy Records (Tanganyika Strut, met Curtis Fuller, Alvin Jackson en Art Taylor). Met Bill Crow trad hij op in de documentaire The Jazz Loft Project. In de jaren 70 en 80 speelde hij mee op opnames van gitarist Cecil Gregory (Nova Guitar). In latere jaren leidde hij een orkest in Atlantic City en New York, hiermee werkte hij twintig jaar lang. In de jazz was hij tussen 1958 en 2003 betrokken bij vijf opnamesessies, o.m. van de Lou Caputo Bigband (Urban Still Life), hiervoor schreef hij ook de arrangementen.